# Ventosilla (Jaén)
Ventosilla es una aldea situada en el término municipal de Jaén, a unos 16 km al norte de la ciudad, y a unos 4 km al oeste de Las Infantas. En ella viven de manera permanente solamente 3 personas, de ellos 2 hombres y 1 mujer (año 2016), si bien en los últimos años la media es de 1 persona.

## Economía
La economía de los habitantes de Ventosilla se basa principalmente en la agricultura: olivar y cultivos de secano en las tierras calmas de los alrededores, tales como trigo o cebada. Además, su ubicación en las cercanías de la vega del río Guadalbullón (a unos cuatro kilómetros al este) permite cultivos de regadío como el algodón, la alfalfa o el maíz. 
Muchos de los cortijos y naves de la aldea son empleadas como viviendas de veraneo o como almacén de aperos agrícolas: tractores, maquinaria agrícola, arados, etcétera.

## Historia

### Baja Edad Media
La continua modificación de las viviendas de la cortijada y de la zona en la que se encuentran dieron lugar a que las prospecciones superficiales
llevadas a cabo no ofrecieran ningún resultado que pusieran de manifiesto su pasado medieval. No obstante, se encuentra presente en la documentación escrita bajomedieval que se ha conservado.
La primera cita documental a la aldea que se conserva data de 1378, en el control de veredas para el ganado y el apeo de dehesas boyales realizado por el Concejo de Jaén. Eva María Alcázar Fernández sostiene que la aldea hubo de surgir en la primera mitad del siglo XIV, para tomar algo más de entidad en la segunda mitad, ya como «aldea». De ella partía una vereda que atravesaba la Campiña Occidental y se adentraba en el Concejo de Arjona.
La siguiente mención data de 1401. Esta vez es citado solamente como «cortijo», y no como «aldea», lo que hace pensar que la población se redujo en ese periodo de tiempo.
Al no poseer ningún tipo de fortificación, se piensa que sus habitantes se refugiarían en el cercano castillo de Fuentetétar. En octubre de 1466 Ventosilla fue incendiada y saqueada.
Según el tipo de impuesto pagados (pago en especie), se conoce que las tierras del entorno estarían cultivadas de pan (trigo y cebada), y que sus moradores serían arrendadores y peones del campo, siendo los propietarios vecinos de Jaén pertenecientes a la oligarquía.

## Demografía
Evolución de la población
| Gráfica de evolución demográfica de Ventosilla (Jaén) entre 2000 y 2016 |
|                                                                         |
| Población de derecho (2000-2016) según el padrón municipal del INE      |

## Carreteras

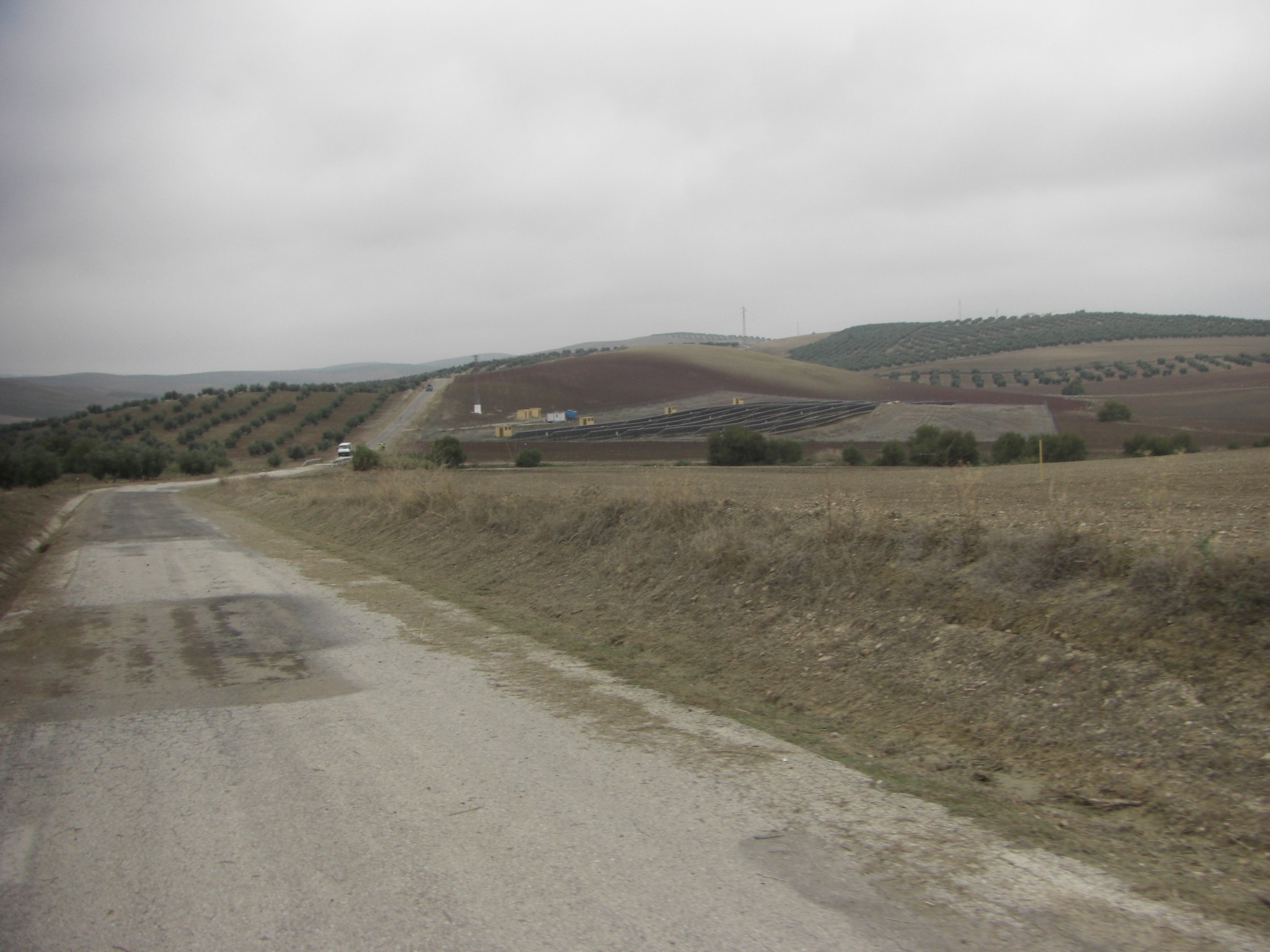
Vista hacia el Oeste de la carretera local JV-2305, que conecta Ventosilla con Las Infantas.

Además de la existencia de una serie de carriles que se van bifurcando por los alrededores de Ventosilla, la aldea está conectada directamente (unos 4 km de distancia) con Las Infantas por medio de la carretera JV-2305, estando ubicado este barrio de Jaén junto a la autovía A-44. La JV-2307 permite de manera indirecta la conexión de la aldea con la Torre de María Martín y con el pueblo de Cazalilla.